# Pahieme II
Pahieme II is een bestuurslaag in het regentschap Tapanuli Tengah van de provincie Noord-Sumatra, Indonesië. Pahieme II telt 1337 inwoners (volkstelling 2010).